# Oudere huis Bourgondië
Het oudere huis Bourgondië was een Franse adellijke familie, waarvan de wortels tot de 11e eeuw teruggaan en die in mannelijke lijn via zijtakken vandaag nog steeds bestaat. Vanwege hun directe afstamming van een jongere zoon van de Franse koning Robert II de Vrome was het eerste huis Bourgondië een zijtak van het huis Capet, en wel de oudste zijtak.
De stamvader van het oudere huis Bourgondië was prins Robert I van Bourgondië (???? - 1076), die in 1032 door zijn oudere broer, koning Hendrik I van Frankrijk, met het hertogdom Bourgondië werd beleend.

## Bourgondië

Het wapen van de hertogen van Bourgondië in de hoge middeleeuwen. Het werd later ook in het wapen van het jongere huis Bourgondië opgenomen.

Het nakomelingschap van hertog Robert I vertakte zich in meerdere zijtakken en sloot zich aan bij de gelederen van de machtigste feodale vorsten van Frankrijk van de hoge middeleeuwen. Ook waren leden van de familie bij de eerste pairs van Frankrijk. Naast het hertogdom Bourgondië kon het huis door middel van zijn familie- en bondgenotenpolitiek een aantal andere gebieden in handen krijgen, maar gingen die keer op keer bij gebrek aan (mannelijke) nakomelingen verloren. Dit was bijvoorbeeld het geval voor de Dauphiné en de graafschappen Albon en Grenoble, die een tweede echtgenote met zich meebracht, waarvan de nazaten echter snel weer uitstierven, de graafschappen Nevers, Auxerre en Tonnerre, die een oudste zoon bij huwelijk had verworven, maar het alleen aan dochters kon doorgeven, en de heerlijkheid Bourbon met diens jongere broer. Alleen het vrijgraafschap Bourgondië en de graafschappen Artesië, Auxonne, Chalon, Auvergne en Boulogne konden in de familie worden gehouden, als was het slechts totdat deze twee generaties of zelfs één generatie later uitstierf.
Met Margaretha van Bourgondië (1290 - 1315) en Johanna van Bourgondië (1291 - 1325/1326) leverde de familie ook koninginnen van Frankrijk.
De hoofdtak van het huis stierf in 1361 uit met de dood van hertog Filips I, waarop het hertogdom Bourgondië als vacant leen terug in het Franse kroondomein werd genomen. Maar al in 1362 beleende koning Jan II uit het huis Valois zijn jongste zoon, prins Filips de Stoute, met het hertogdom. Van Filips de Stoute (hertog Filips II) stamde het jongere huis Bourgondië, dat ook wel het huis Valois-Bourgondië of omwille van de grotere historische betekenis van dit huis kortweg huis Bourgondië wordt genoemd. Men mag dit jongere huis Bourgondië niet met het oudere verwarren.

## Portugal

Het eerste wapen van de graven en koningen van Portugal uit het oudere huis Bourgondië.

Naast de in 1361 in Frankrijk uitgestorven oudere hoofdtak kende het oudere huis Bourgondië een jongere zijtak, die evenwel buiten Frankrijk van groot historisch belang zouden zijn als stichters van het onafhankelijke Portugal. Hendrik van Bourgondië (- 1112) was een jongere broer van de hertogen Hugo I en Odo I van Bourgondië, en was in dienst bij de koning van Castilië, door dewelke hij met het graafschap Portugal werd beleend. Hendriks nakomelingen vochten voor hun onafhankelijkheid van Castilië, namen de koningstitel aan en stichtten zo het koninkrijk Portugal.
Het door Hendrik gestichte huis Bourgondië-Portugal (Alfonsine) is tot op vandaag via bastaardtakken (huis Avis en huis Braganza) in mannelijke lijn voortgezet. De huidige Portugese troonpretendent Duarte III Pio de Bragança (1945-) is in directe mannelijke lijn een afstammeling van hertog Robert I van Bourgondië.

## De takken van het oudere huis Bourgondië
- het oudere huis Bourgondië (hertogen van Bourgondië sinds 1032)
  - de hertogelijke hoofdtak (hertogen van Bourgondië tot 1361)
  - het huis Bourgondië-Portugal (Alfonsine) (koningen van Portugal van 1089 tot 1383)
    - het huis Avis (koningen van Portugal van 1383 tot 1580) 
      - het huis Braganza (Bragança) (koningen van Portugal van 1640 tot 1853, keizers van Brazilië van 1822 tot 1889) – nakomelingen tot op de dag van vandaag

## Van Robert I tot Hugo III
1. Robert I de Oude (1011 - 21 maart 1076), in 1032 hertog van Bourgondië (duc propriétaire), eerste pair van Frankrijk, van 1040 tot 1060 graaf van Auxerre; ∞ I ca. 1033, verstoten in 1046, Hélie van Semur (1016 - 22 april na 1055), dochter van Damas I van Semur (Huis Semur), ∞ II 1048 Ermengarde van Anjou, bijgenaamd Blanche (1018 - 18 maart 1076), dochter van Fulco III Nerra, graaf van Anjou, weduwe van Godfried II Ferreol, graaf van Gâtinais – voorouders, zie het Huis Capet
  1. (I) Hendrik ((?) 1035 - 27 januari 1064/1074) bijgenaamd "le damoiseau de Bourgogne"; ∞ ca. 1056 Sibylle ((?) 1035 - 6 juli na 1074), dochter van Ramon Berenguer I, graaf van Barcelona en Girona
    1. Hugo I de Blinde ((?) 1057 - 29 augustus 1093), in 1076 hertog van Bourgondië, pair van Frankrijk, treedt in 1079 af, abt van Cluny; ∞ ca. 1075 Sibylle ((?) 1056 - 1078), dochter van Willem I, graaf van Nevers
    2. Odo I Borel (1058 - 23 maart 1103), in 1079 hertog van Bourgondië, pair van Frankrijk; ∞ begin 1080 Sibylle ((?) 1065 - na 1103), dochter van Willem I, graaf van Bourgondië (huis Bourgondië-Ivrea)
      1. Hélie (eind 1080 - 28 februari 1142); ∞ I juni 1095 Bertrand (- 21 april 1112), in 1105 graaf van Toulouse; ∞ II 1115 Willem I Talvas (- 29 juni 1171), graaf van Alençon, Ponthieu, Le Perche en Montreuil
      2. Hugo II Borel de Vredelievende ((?) 1085 - 1143, waarschijnlijk kort na 6 februari), in 1101 regent, in 1103 hertog van Bourgondië, pair van Frankrijk; ∞ ca. 1115 Mathilde van Mayenne (- na 1162)
        1. Aigueline ((?) 1116 - 1163); ∞ ca. 1130 Hugo I, graaf van Vaudémont (- 4 februari 1155)
        2. Odo II (1118 - 27 september 1162), in 1143 hertog van Bourgondië; ∞ 1145 Maria van Champagne (1128 - 7 augustus 1190), van 1162 tot 1165 regentes van Bourgondië, in 1174 abdis van Fontevrault, dochter van Theobald II/IV, graaf van Champagne en Blois
          1. Hugo III ((?) 1148 - 25 augustus 1192), in 1162 hertog van Bourgondië, in 1183 dauphin van Viennois, graaf van Albon en Grenoble; ∞ I, 1165, verstoten in 1183, Alix van Lotharingen (- (?) 1200), dochter van hertog, Mattheus I; ∞ II 1 september 1183 Beatrix, in 1162 dauphinée van Viennois, gravin van Albon en Grenoble (1161 - 15 december 1228), erfgename van het Guigues V.; - nakomelingen zie hieronder
          2. Mathilde (- 22 juli 1202); ∞ Robert IV (- 1194), graaf van Auvergne (Huis Auvergne)

        3. Walter (1120 - 7 januari 1180), van 1162 tot 1163 aartsbisschop van Besançon, in 1163 bisschop van Langres, pair van Frankrijk
        4. Robert ((?) 1122 - 18 augustus 1140), in 1140 bisschop van Autun
        5. Sibylla ((?) 1126 - 19 september 1150); ∞ 1149 Rogier II (- 26 februari 1154), in 1130 koning van Sicilië

    3. Robert ((?) 1059 - 18 september 1111), in 1085 bisschop van Langres
    4. Hendrik ((?) 1066 - 1 november 1112), ca. 1093 graaf van Portugal; ∞ 1093/14 februari 1095 Theresia van Léon, van 1112 tot 1128 regentes, in 1113 koningin van Portugal (1070 - 1 november 1130), buitenechtelijke lievelingsdochter van Alfons VI, koning van Castilië en León - nakomelingen zie Huis Bourgondië (Portugal) 

  2. (I) Robert ((?) 1040 - (vergiftigd) 1113), in 1076 regent van Bourgondië en Sicilië; ∞ Violante, de dochter van graaf Rogier I van Sicilië
  3. (I) Constantia ((?) 1046 - winter 1092/1093); ∞ I Hugo II, graaf van Chalon-sur-Saône (- 1078); ∞ II 8 mei 1081 Alfons VI, koning van Castilië en León (- 30 juni 1109) (Huis Jiménez)
  4. (II) Hildegard (1050 - na 1104 (? 1120)); ∞ 1068/1069 Willem VI/VIII (- 25 september 1086), graaf van Poitou, hertog van Aquitanië (Ramnulfiden)

## Van Hugo III tot Filips I
1. Hugo III ((?) 1148 - 25 augustus 1192), in 1162 hertog van Bourgondië, in 1183 dauphin van Viennois, graaf van Albon en Grenoble; ∞ I 1165, verstoten in 1183, Alix van Lotharingen (- (?) 1200), dochter van hertog Mattheus I; ∞ II 1 september 1183 Beatrix, in 1162 dauphinée van Viennois, gravin van Albon en Grenoble ((?) 1161 - 15 december 1228), erfdochter van Guigues V; – voorvaderen zie hierboven
  1. (I) Odo III (1166 - 6 juli 1218), in 1190 regent, in 1192 hertog van Bourgondië, pair van Frankrijk; ∞ I voorjaar 1194, gescheiden in 1195, Mathilde van Portugal ((?) 1157 - (verdronken) 6 mei 1218), dochter van koning Alfons I; ∞ II 1199 Alix van Vergy ((?) 1182 - 1252, vermoedelijk na 8 maart), van 1218 tot 1229 regentes van Bourgondië, dochter van Hugo van Vergy.
    1. (II) Hugo IV) (9 maart 1213 - 27 oktober 1272), in 1218 hertog van Bourgondië, pair van Frankrijk, in 1237 graaf van Chalon-sur-Saône en Auxonne, in 1266 titulair koning van Thessaloniki; ∞ I 1229 Jolanthe (Yolande) ((?) 1212 - 30 oktober 1248), dochter van Robert III, graaf van Dreux; ∞ II november 1258 Beatrix van Champagne (1242 - februari 1295), dochter van Theobald I, koning van Navarra
      1. Odo (1230 - 4 augustus 1266), van 1257 tot 1262 graaf van Nevers, Auxerre en Tonnerre; ∞ februari 1248 Mathilde II, gravin van Nevers, Auxerre en Tonnerre, ((?) 1234 - 1262), dochter van Archambault IX van Bourbon (Huis Dampierre)
        1. Yolande ((?) eind 1248 - 2 juni 1280), in 1262 gravin van Nevers, van 1262 tot 1273 gravin van Auxerre en Tonnerre; ∞ I juni 1265 Jan Tristan van Frankrijk, in 1268 graaf van Valois (- Tunis, 3 augustus 1270); ∞ II maart 1272 Robrecht van Artesië, graaf van Vlaanderen (- 17 september 1322)
        2. Margaretha (1250 - 4 september 1308), in 1292 gravin van Tonnerre; ∞ 18 november 1268 Karel van Anjou, in 1266 koning van Sicilië, Napels, ... ( - 7 januari 1285)
        3. Alix ((?) 1251 - 1290), in 1273 gravin van Auxerre; ∞ 1 november 1268 Jan I van Chalon-Auxerre ( - 1309 voor 10 november)

      2. (I) Aleidis (- 23 oktober 1273), van 1261 tot 1269 regentes van Brabant; ∞ 1251 na 21 juli Hendrik III de Vredelievende, in 1248 hertog van Brabant (- 28 februari 1261)
      3. (I) Jan (1231 - 29 september 1268), in 1248 heer van Bourbon; ∞ februari 1248 Agnes van Dampierre, in 1249 vrouwe van Bourbon, ((?) 1237 - 7 september 1268), erfdochter van Archambault IX van Bourbon (Huis Dampierre)
        1. Beatrix ((?) 1257 - 1 oktober 1310), vrouwe van Bourbon; ∞ zomer 1272 Robert, in 1269 graaf van Clermont-en-Beauvaisis, in 1272 heer van Bourbon ( - 7 februari 1318)

      4. (I) Robert II ((?) 1248 - 21 maart 1306), in 1272 hertog van Bourgondië, graaf van Auxonne en Chalon, titulair koning van Thessaloniki, van 1273 tot 1280 regent van de dauphiné; ∞ voorjaar 1279 Agnes van Frankrijk ((?) 1260 - 19 december 1327), dochter van koning Lodewijk IX de Heilige
        1. Blanka (Blanche) ((?) 1288 - 28 juli 1348); ∞ 18 oktober 1307 Eduard, graaf van Savoye (- 4 november 1329)
        2. Margaretha (1290 - (gewurgd ?) 14 augustus 1315); ∞ 23 september 1305 Lodewijk X, in 1305 koning van Navarra, in 1314 koning van Frankrijk ( - 5 juni 1316)
        3. Johanna II de Lamme (ca. 1293 - 12 september 1348 of 12 december 1349); ∞ juli 1313 Filips VI, in 1325 graaf van Valois, in 1328 koning van Frankrijk ( - 22 augustus 1350)
        4. Hugo V (1294 - (9 ?) mei 1315), in 1306 hertog van Bourgondië, pair van Frankrijk, titulair koning van Thessaloniki;
        5. Odo IV (* 1295, † 3. April 1350), in 1315 hertog van Bourgondië, pair van Frankrijk, van 1316 tot 1321 titulair koning van  Thessaloniki, vorst van Achaia en Morea, in 1330 paltsgraaf van Bourgondië, graaf van Artesië, Auxonne en Chalon; ∞ 18 juni 1318 Johanna III, in 1330 paltsgravin van Bourgondië, gravin van Artesië, pair van Frankrijk (1/2 mei 1308 - (13 ?) augustus 1347), dochter van de Franse koning Filips V
          1. Filips (10 november 1323 - 10 augustus 1346), in 1338 graaf van Auvergne en Boulogne; ∞ 26 september 1338 Johanna I, in 1332 gravin van Auvergne en Boulogne, in 1350 regentes van Bourgondië (8 mei 1326 - 29 september 1360), erfdochter van graaf Willem XII (huis Auvergne), zij trouwde na zijn dood op 19 februari 1350 met Jan II, in 1350 koning van Frankreich (8 april 1364)
            1. Filips van Rouvres ((5 ?) augustus 1346 - 21 november 1361), in 1350 hertog van Bourgondië, pair van Frankrijk, paltsgraaf van Bourgondië, graaf van Artesië, in 1360 graaf van Auvergne, Boulogne, Auxonne en Chalon; ∞ 14 mei 1357 Margaretha (III) van Male, in 1385 gravin van Vlaanderen, Artesië, paltsgravin van Bourgondië, gravin van Nevers en Rethel, in 1404 hertogin van Brabant en Limburg (13 april 1350 - 16 maart 1405), erfdochter van graaf Lodewijk (II) van Male, ze huwde na zijn dood op 19 juni 1369 met Filips de Stoute (- 27 april 1404), in 1363 hertog van Bourgondië, enz. (huis Valois-Bourgondië)

        6. Lodewijk (1297 - 2 augustus 1316), in 1315 titulair koning van Thessaloniki, in 1313 vorst van Achaia en Morea; ∞ 31 juli 1313 Mathilde van Henegouwen, in 1301 vorstin van Achaia en Morea (29 november 1293 - 1331), dochter van Floris van Avesnes (Huis Avesnes)
        7. Maria (1298 - ); ∞ 11 februari 1310 Eduard I van Bar, graaf van Bar ( - 11 november 1336) (Huis Scarponnois)
        8. Robert ((?) 1302 - 19 oktober 1334), in 1321 graaf van Tonnerre; ∞ 6 juni 1321, Johanna (Jeanne), dochter van Willem van Chalon-Auxerre, graaf van Auxerre en Tonnerre (Huis Chalon)

      5. Beatrix ( - 1329); 1 juli 1276 Hugo XIII van Lusignan, graaf van La Marche en Angoulême ( - 1 december 1310)
      6. Isabella (1270 - 1323); ∞ I 6 februari 1284 Rudolf van Habsburg ( - 15 juli 1291), in 1273 rooms-koning; ∞ II Peter de Jongere van Chambly ( - voor 1319)

  2. (II) Andreas, ook Guigo VI (Guigues VI) genoemd (1184 - 14 maart 1237), in 1228 dauphin van Viennois, graaf van Albon en Grenoble; ∞ I 1202 Beatrix de Sabran–Forcalquier (verstoten) ∞ III 15 november 1219 Beatrix van Montferrato ( - 1274), van 1237 tot 1243 regentes van de Dauphiné, dochter van markgraaf Willem VI
    1. (I) Beatrix ((?) 1205 - 18 september na 1248); ∞ Amalrik VII van Montfort, graaf van Montfort, connétable van Frankrijk ( - 1241) (Huis Montfort-l’Amaury)
    2. (III) Guigues VII ((?) 1225 - augustus 1269/17 maart 1270), dauphin van Viennois, graaf van Albon en Grenoble; ∞ 1253 voor 22 april Beatrix van Savoye ((?) 1237 - 21 april 1310), erfdochter van graaf Peter II
      1. Anne (- na 30 september 1301), dauphinée van Viennois, gravin van Albon en Grenoble; ∞ 1 september 1273 Humbert I de La Tour, in 1273 dauphin van Viennois, enz. ( - 12 april 1307) (Huis La Tour-du-Pin)
      2. Johann I. (* 1264, 24. September 1282) dauphin von Viennois, Graf von Albon und Grenoble; ∞ 1280 Bona von Savoyen, dochter van graaf Amadeus V

  3. (II) Mathilda ((?) 1190 - 26 maart 1242); ∞ 1214 Jan de Wijze, graaf van Chalon-sur-Saône ( - 30 september 1267) (Huis Chalon)
  4. (II) Anna (Marguerite) ((?) 1192 - eind 1242); ∞ 1222 Amadeus IV, graaf van Savoye ( - 24 juni 1253)

## Het erfgoed
Na de dood van hertog Filips I in 1361 viel het hertogdom Bourgondië terug toe aan de Franse kroon. Koning Jan II, Filips' stiefvader, gaf het in 1363 in leen aan zijn jongste zoon Filips, de oprichter van het jongere Huis Bourgondië, die in 1369 ook met Filips' weduwe, Margaretha van Male, trouwde.
Omdat Filips' grootmoeder van vaders kant, (Johanna III), door Filips dood zonder nakomelingen was komen te zitten, ging haar nalatenschap, het paltsgraafschap Bourgondië en het graafschap Artesië, naar haar zuster, Margaretha van Frankrijk (1310 - 1382) en haar nakomelingen (namelijk Margaretha van Male).
Op een gelijkaardige manier erfde Jan I van Auvergne (- 1386), de broer van Filips I, het graafschap Auvergne en Boulogne, John van Auvergne († 1386), de broer van Filips I. moederlijke grootvader, graaf Willem XII.